# Pascal Bedrossian
Pascal Bedrossian (* 28. November 1974 in Marseille) ist ein ehemaliger französisch-armenischer Fußballspieler. Er bestritt 115 Spiele in der ersten französischen Liga und sieben in der MLS.

## Karriere
Der in Marseille geborene Bedrossian zeigte schon in seiner Jugend großes fußballerisches Talent, während er in der Schule Schwierigkeiten hatte. Da der städtische Verein Olympique Marseille für ihn jedoch unerreichbar war, begann er seine Karriere bei der AS Cannes. Unter Trainer Luis Fernández debütierte er in der zweiten Liga. 1993 gelang mit dem Team der Aufstieg. Schon während der ersten Saison in der ersten Liga kam Bedrossian dank seiner Vielseitigkeit in der Offensive auf 16 Einsätze. Dem Team gelang der Klassenerhalt und in der folgenden Saison wurde er mit 25 Einsätzen zu einem bedeutenden Teil der Mannschaft. In den darauffolgenden Jahren litt er hingegen immer mehr unter der starken Konkurrenz, bestehend aus Spielern wie Laurent Leroy und Samassi Abou. Daher verließ er 1997 die AS Cannes, mit der er viermal in Folge den Klassenerhalt erreicht hatte. Bedrossian unterschrieb beim Stade Rennes, kam aber aufgrund des fehlenden Vertrauens von seinem Trainer Guy David auf lediglich sechs Einsätze dort. 1998 ging er daher zum FC Lorient, wo er gemeinsam mit Ali Bouafia als Spielmacher arbeiten sollte. Als Resultat stand nur ein Jahr später der Abstieg in die zweite Liga. Verletzungsbedingt kam er in der Saison 2000/01 auf nur vier Einsätze. Dem Team gelang dennoch der Wiederaufstieg und am Ende der folgenden Saison kam es zwar zum erneuten Abstieg, aber auch zum Einzug ins Pokalfinale. Bedrossian stand bis zu seiner Auswechselung in der 84. Minute auf dem Feld und war so am 1:0-Finalsieg seiner Mannschaft gegen den SC Bastia beteiligt. 2004 wechselte er zum SCO Angers. Mit diesem Verein gelang es ihm, den Klub aus seiner Heimatstadt, Olympique Marseille, im Pokalwettbewerb zu schlagen. Für ein Jahr wechselte er in die USA zu Chicago Fire, wo er verletzungsbedingt kaum zum Einsatz kam. Daraufhin ließ er seine Karriere bei einem unterklassigen Verein ausklingen. 2010 wurde er Co-Trainer beim Miami FC.